# Hiromitsu Isogai
Hiromitsu Isogai (礒貝 洋光, Isogai Hiromitsu, Uki, 19 april 1969) is een Japans voormalig voetballer die als middenvelder speelde.

## Carrière
Hiromitsu Isogai speelde tussen 1992 en 1998 voor Gamba Osaka en Urawa Red Diamonds.

## Japans voetbalelftal
Hiromitsu Isogai debuteerde in 1995 in het Japans nationaal elftal en speelde 2 interlands.

## Statistieken
| Japans voetbalelftal | Japans voetbalelftal | Japans voetbalelftal |
| Jaar                 | Wed.                 | Dlp.                 |
| -------------------- | -------------------- | -------------------- |
| 1995                 | 2                    | 0                    |
| Totaal               | 2                    | 0                    |